# بابا کرم (فیلم)
بابا کرم فیلمی به کارگردانی سعید نیوندی و نویسندگی محمد شب‌پره محصول سال ۱۳۴۹ است.

## داستان
داستان این فیلم مربوط می‌شود به بابا کرم و دخترش که در خانه‌ای روستایی زندگی می‌کنند و بابا کرم که نوازنده‌ای ماهر است دخترش را برای ادامهٔ تحصیل به تهران می‌فرستد تا اینکه دختر متوجه می‌شود که پدر به علت بدهی به کدخدا به زودی به زندان خواهد رفت. دختر به ناچار مجبور می‌شود که به کاباره برود تا بدهی پدر را بپردازد. بعد از مدتی بابا کرم متوجه می‌شود که دخترش در کاباره می‌رقصد. پس برای دانستن ماجرا و جمع کردن آبروی ریخته شده عازم تهران می‌شود و در آن جا اتفاقاتی برای او و دخترش می‌افتد که نیمی از داستان فیلم را می‌سازد. پدر پس از اینکه دختر را پیدا می‌کند تصمیم می‌گیرد که دختر را بکشد تا اینکه از طریق رضا ویولونی که در تهران با او آشنا شده بود، واقعیت را می‌شنود. این واقعیت را که چون دخترش استعداد موسیقی داشته و از صدای فوق‌العاده‌ای برخوردار است تحت تعلیم او (رضا ویولونی) قرار گرفته و دخترش نه تنها هرزه و رقاصه نیست، بلکه هنرمندی شایسته‌است و این چنین است که دختر فرصت ادامهٔ کار پیدا می‌کند. در پایان این سکانس دختر با نوازندگی پدرش قطعه بابا کرم را اجرا می‌کنند که مورد تشویق مردم قرار می‌گیرد.

## بازیگران
- آنوشاوان هاروتیونیان
- ویکتوریا
- سیمین غفاری
- علی آزاد
- محمدتقی کهنمویی
- اشرف کاشانی
- اسداله یکتا
- نیکتاج صبری
- کارمن